# Krautige Pflanze

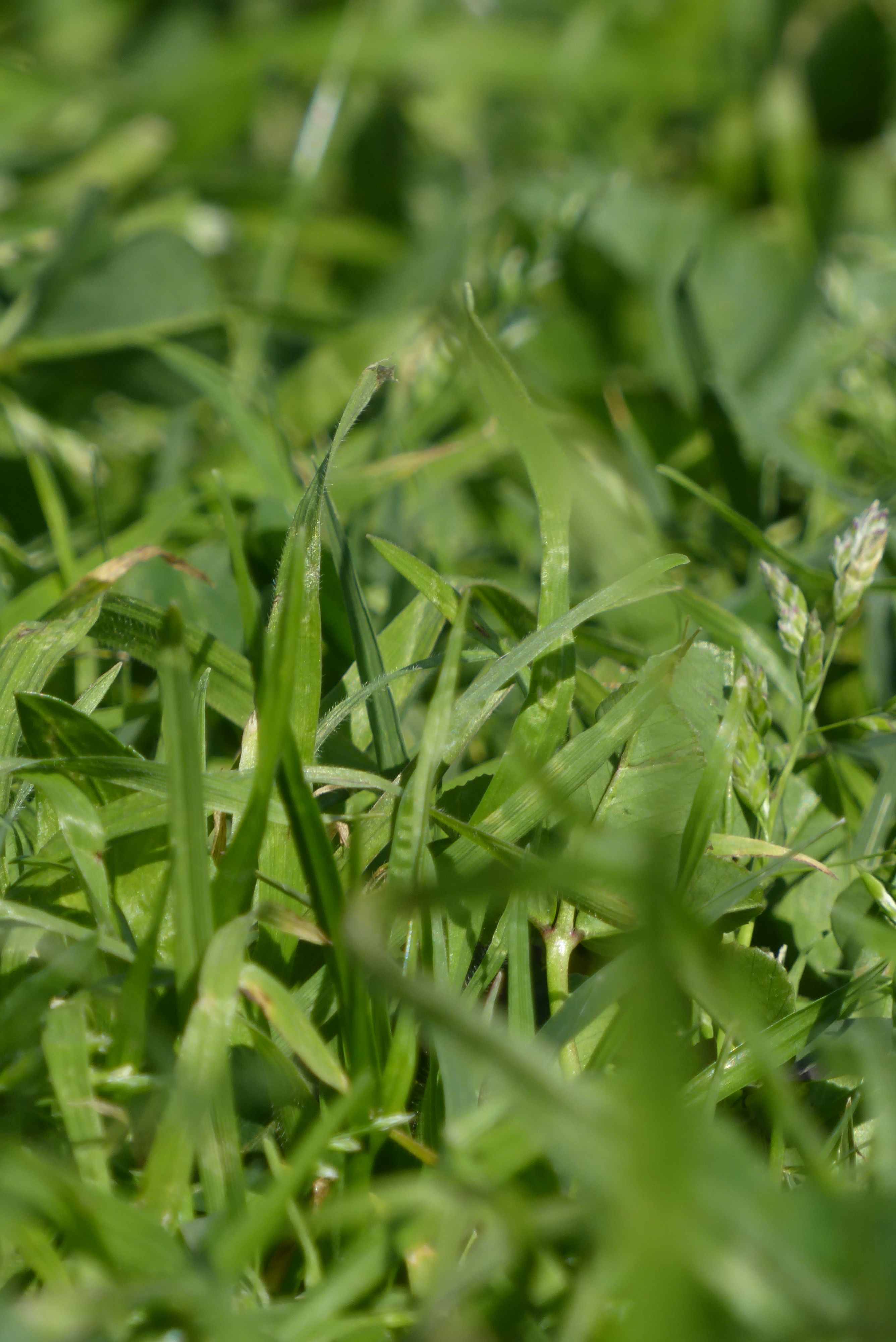
Die meisten Gräser sind ausdauernde krautige Pflanzen, die je nach Witterung im Winter oder bei Trockenheit oberirdisch absterben und später erneut austreiben können.

Krautige Pflanzen weisen kein sekundäres Dickenwachstum auf und verholzen somit nicht.
Viele mehrjährige krautige Pflanzen lassen ihre grünen, oberirdischen Teile absterben, um die kalte oder trockene Jahreszeit in Speicherorganen zu überdauern und wieder auszutreiben, wenn die Bedingungen für neues Wachstum günstig sind (Stauden). Die meisten tropischen Pflanzen sind demgegenüber immergrün.
Neben den ausdauernden krautigen Pflanzen gibt es viele einjährige (Therophyten), zweijährige sowie mehrjährige krautige Pflanzen, die allesamt nach der Blüte absterben (Hapaxanthe Pflanzen).

## Abgrenzung
Das Gegenstück zu krautigen Pflanzen sind mehrjährige, verholzende Pflanzen, also Sträucher und Bäume. Krautige und verholzende Pflanzen unterscheiden sich im Allgemeinen durch ihre Wuchsform.
Die Zuordnung einer Pflanze zur Gruppe der krautigen oder verholzenden ist allerdings nicht immer eindeutig möglich. Eine Übergangsstellung nehmen die mehrjährigen Halbsträucher ein, zu denen der Salbei zählt. Bei ihnen verholzt nur der bodennahe Teil der oberirdischen Triebe.

## Begriffsklärung
Im gärtnerischen Sprachgebrauch werden ausdauernde krautige Pflanzen der gemäßigten Zonen auch als Stauden bezeichnet (während tropische, immergrüne Pflanzen mit Ausnahme der Bananenstaude nicht in jedem Fall als Stauden angesehen werden).
Bei Kletterpflanzen gibt es ebenfalls krautige und verholzende Taxa.
„Kräuter“ wie Unkräuter, Küchenkräuter oder Heilkräuter sind nur Untergruppen des weiter gefassten Begriffs krautige Pflanzen.
In der Pharmazie bezeichnet Herba (wörtlich: „Kraut“) unsortierte Blatt- und Stängelanteile und auch Blütenstände von Heilkräutern unabhängig von der botanischen Systematik. Herba bedeutet hier also „die brauchbaren Teile der Pflanze“, im Gegensatz zu Planta („die ganze Pflanze“).
Im Zusammenhang mit Lebensmitteln bezieht sich krautig und holzig unspezifisch auf grobfaserige und verholzte Anteile, in Unterscheidung zu den zum Verzehr geeigneten, weichen Geweben.

## Pflanzentypen
Krautige Pflanzen gibt es bei folgenden Lebensformen:
- Kryptophyten (Geophyten): Pflanzen, deren überdauernde Organe unter der Erde liegen. Beispiel: Kartoffel
- Hemikryptophyten: Pflanzen, deren Überdauerungsknospen an der Erdoberfläche liegen
- Hygrophyten: Pflanzen, die auf feuchte Lebensräume spezialisiert sind
- Rheophyten: Pflanzen in und an fließenden Gewässern, die an regelmäßige Überflutung angepasst sind
- Lithophyten: Pflanzen, die auf oder in Gestein wachsen
- Epiphyten: Pflanzen, die ohne Substrat auf Bäumen, Drahtseilen, Gebäuden oder anderen Pflanzen wachsen (und die nötigen Nährstoffe aus Vogeldung, Insektendetritus und Regenwasser beziehen)
- Therophyten: Pflanzen, die jeweils nur eine Vegetationsperiode überleben